# Rick Malambri
Rick Malambri (Fort Walton Beach, 7 novembre 1982) è un attore, ballerino e modello statunitense.
È la celebrità del film Step Up 3D, campione d'incassi della stagione autunnale in America.

## Biografia
È nato a Fort Walton Beach in Florida il 7 novembre 1982 da Jeannie Marie Egleston e Timothy Michael Malambri. Crescendo, ha iniziato ad amare la break dance, che praticava assieme agli amici. Nel 2010 si è sposato con la modella-attrice Lisa Mae.
Rick Malambri inizia la sua carriera come modello, che lo ha portato a sfilare per la casa d'abbigliamento Abercrombie & Fitch. Nel 2003 si trasferisce a New York City dove prosegue la sua attività di modello lì ha iniziato a lavorare per D&G, Tommy Hilfiger e American Eagle. In poco tempo, ha incominciato a calcare le passerelle di Milano, New York e Parigi, e a fare servizi fotografici in tutto il mondo, apparendo nelle più importanti campagne di Abercrombie & Fitch e Ralph Lauren e lavorando assieme ad alcuni dei più noti fotografi del mondo.
Nel 2006 si trasferisce a Los Angeles per coltivare con maggiore facilità la sua carriera, sia in ambito cinematografico che televisivo. Ha intrapreso la carriera di attore nel 2007, recitando in piccoli ruoli in varie sitcom e serie televisive, tra cui How I Met Your Mother o quello di Dan Keller in un episodio di Criminal Minds. Nel 2009 è stato scelto per recitare nel thriller futuristico Il mondo dei replicanti, con Bruce Willis. La sua parte da protagonista nel terzo capitolo della trilogia cinematografica di Step Up, il film Step Up 3D, del 2010, lo porterà alla notorietà mondiale.

## Filmografia

### Cinema
- Universal Soldiers (Universal Soldiers), regia di Griff Furst (2007)
- Il mondo dei replicanti (Surrogates), regia di Jonathan Mostow (2009)
- Step Up 3D (Step Up 3D), regia di Jon Chu (2010)
- A Holiday Heist, regia di Christie Will (2011)
- 10,000 Doors, regia di Mark Cross (2010)
- We Are Champions, regia di Mark Cross (2010)

### Televisione
- How I Met Your Mother - serie TV, episodio 2x16 (2007)
- Criminal Minds (Criminal Minds) - serie TV, episodio  4x20 (2009)
- Party Down - serie TV, 1 episodio 1x10 (2009)

## Doppiatori italiani
- Massimo Di Benedetto in How I Met Your Mother
- Andrea Mete in Step Up 3D